# Dīzaj-e Dowl
Dīzaj-e Dowl (persiska: دیزج دول, Dīzaj-e Daowl) är en ort i Iran.   Den ligger i provinsen Västazarbaijan, i den nordvästra delen av landet, 600 km väster om huvudstaden Teheran. Dīzaj-e Dowl ligger 1 293 meter över havet och antalet invånare är 714. Den ligger vid sjön Lake Urmia.
Terrängen runt Dīzaj-e Dowl är kuperad åt sydväst, men åt nordost är den platt.Runt Dīzaj-e Dowl är det ganska tätbefolkat, med 129 invånare per kvadratkilometer. Dīzaj-e Dowl är det största samhället i trakten. Trakten runt Dīzaj-e Dowl består i huvudsak av gräsmarker.